# Donald (6e comte de Mar)
Pour les articles homonymes, voir Donald.
Donald Ier comte de Mar, († en ou après le 25 juillet 1297) (en gaélique Domnall)  est un noble écossais qui est 6e comte de Mar vers  1281-1297.

## Origine
Donald est issu de la lignée des mormaer de Mar. Il est le fils de William, 5e comte de Mar († en ou avant 1281), et sa première épouse Elisabeth Comyn, fille de William Comyn comte de Buchan  , .

## Comte de Mar
Donald est armé chevalier par le roi Alexandre III d'Écosse à Scone en 1270 et il succède à son père comme comte avant le 25 juillet 1281, quand son nom apparaît avec celui d'autres nobles écossais, lors de la ratification du contrat de mariage entre Marguerite, la file du roi, avec Erik II de Norvège. À  Scone en février 1284 il est parmi ceux qui reconnaissent la fille née de ce mariage  Marguerite « the Maid of Norway », comme héritière de son grand-père Alexandre III d'Écosse et du trône d'Écosse et si ce dernier meurt sans autre héritier.
Donald fait partie des nombreux barons et prélats d'Écosse, qui écrivent à Édouard Ier d'Angleterre en mars 1290, pour accepter de négocier l'union du fils du futur roi Édouard II et de la « Maid of Norway », et il est un des signataires du traité signé en ce sens à Birgham, dans le Berwickshire, en juillet 1290.
Après la mort de la jeune reine Marguerite Ire d'Écosse en septembre de cette même année, lorsque différents prétendants au trône d'Écosse se font connaitre, le comte de Mar est l'un de ceux qui selon la rumeur rassemble des forces en Écosse sans doute pour soutenir le parti de Robert (V) de Bruce le Compétiteur un des prétendants à la couronne.  Sa participation à la faction de la Maison de Bruce est également clairement démontrée par son implication dans le document connu sous le nom  de « l'appel des sept comtes d'Écosse » qui semble avoir été une tentative pour empêcher toute élévation précipitée de John Balliol au trône. Les relations entre la lignée du comte de Mar et la Maison de Bruce sont étroites: Isabelle une fille de Donald avait épousé le petit-fils du prétendant Robert Bruce, futur roi d'Écosse, sans doute au milieu de la décennie 1290;  son fils Gartnait a de son côté épousé une sœur de ce même Robert Bruce, fille de Robert Bruce comte de Carrick.
Donald de Mar est également un participant actif à la « Grande Cause », le long processus juridique par lequel Édouard Ier d'Angleterre décide d'attribuer le trône d'Écosse à Jean Baliol. Il jure allégeance à  Édouard Ier à Upsettlington dans le Berwickshire, le 13 juin 1291, et il est un des quarante auditeurs désignés par Robert Bruce le Compétiteur pour entendre l'affaire.
Donald est un témoin d’Édouard Ier lorsque ce dernier se proclame suzerain de l'Écosse à Berwick le 3 juillet 1292. En juin 1294 le roi  Jean Ier d'Écosse, avec Donald de Mar et d'autres nobles anglais, sont convoqués à Londres afin de rejoindre l'armée anglaise qui doit intervenir contre la France mais ils refusent de répondre à l'ordre royal. Quand les Écossais se préparent à se rebeller ouvertement contre Édouard Ier en 1295, Donald de Mar fait partie du conseil des douze élus afin « d'aviser » Jean Ier Balliol; il est aussi un des signataires du traité d'alliance signé avec le royaume de France  à Paris en février 1296.
À la suite de la bataille de Dunbar où il est peut-être capturé, il accompagne Édouard Ier à Montrose, et ensuite lui jure de nouveau fidélité à Berwick. Il reçoit néanmoins l'ordre de suivre le roi Édouard Ier en Angleterre mais il est autorisé à se rendre en Écosse en juin 1297, Édouard en contrepartie exige de lui une promesse qu'il le servira  contre la France.
Donald de Mar disparaît des sources  et doit mourir à cette époque. En décembre 1297 un certain  « Alexandre, fils du comte de Mar », est emprisonné à la Tour de Londres par ordre d'Édouard Ier. On ne sait pas clairement si cet Alexandre est son propre fils ou celui de son fils et successeur dans le comté de Mar, Gartnait, père de  Donald, 8e comte de Mar.

## Union et postérité
Donald de Mar avait épousé  Elena, fille du Prince de Galles Llywelyn ap Gruffudd, et il laisse au moins quatre enfants : 
 ,
- Gartnait († v. 1305), 7e comte de Mar
- Duncan épouse Christina du Clan MacRuari, dame de Garmoran ;
- Isabelle épouse vers 1295 le futur roi Robert Bruce ;
- Marjory, qui épouse  John Strathbogie († 1306), 9e comte d'Atholl ;
- une autre  fille putative, Marie, est réputée avoir épousé Kenneth  († 1333), 4e comte de Sutherland